# Символи префектури Яманасі

Прапор префектури Яманасі

Символи префектури Яманасі

## Емблема
Емблема префектури Яманасі — зображення трьох ієрогліфів «людина» (人), які поєднані у видозмінений знак «гора» (山), перший ієрогліф у слові «Яманасі», що символізують гармонію та співпрацю. Це зображення обрамлено стилізованими «ромбом Такеда», емблемою самурайського роду Такеда з провінції Кай, і силуетом гори Фудзі, котрі уособлюють природу й історію краю. Емблема затверджена 10 жовтня 1966 року префектурною постановою № 219 . Інколи емблема префектури називається «префектурним гербом».
Окремий знак-символ префектури Хіросіма відсутній. Зазвичай, емблема використовується як знак-символ префектури.

## Прапор
Прапор префектури Яманасі фіолетового кольору. Співвідношення його сторін дорівнює 2 до 3. У центрі розміщується символ гармонії та співпраці хромового жовтого кольору — три ієрогліфи «людина» (人), які поєднані у видозмінений знак «гора» (山). Цей символ обрамлений стилізованим зображенням гори Фудзі білого кольору, уособленням чистоти, непорочності і простоти. Золотий і фіолетвий кольори були використані на прапорах Такеди Сінґена, видатного правителя провінції Кай. Положення про прапор префектури Яманасі затверджено 1 грудня 1966 року префектурною постановою № 262.

## Дерево
Японський клен (Acer palmatum) поширений на всій території префектури Яманасі. Восени листя клену червоніє, приваблюючи місцевих мешканців та іноземних туристів. Клен затверджено деревом префектури Яманасі у вересні 1966 року.

## Квітка
Квітка-символ префектури Яманасі — цвітіння гірської сакури Фудзі. Незважаючи на сніги і холод в околицях гори Фудзі, вона розцвітає у квітні-травні, уособлюючи гармонійність природи, терплячисть та життєву силу менканців префектури. Сакуру Фудзі затверджено квіткою префектури Яманасі у 1954 році.

## Птах
Короткокрила очеретянка (Cettia diphone) була затверджена птахом префектури Яманасі у червні 1964 року. Японці здавна люблять цього птаха за його співучий голос, що звіщує про прихід весни. Очеретянка має звичку вигодовувати чужих пташенят, що зробило її символом «доброти і милосердя».

## Тварина
Твариною префектури Яманасі вважається гірський цап — японський серау (Capricornis crispus). Він мешкає у важкодоступних високогірних районах і є уособленням терпеливості і наполегливості. Серау поширений практично на всій території Яманасі. Його було затверджено твариною префектури у червні 1964 року.